# NGC 151
NGC 151 (NGC 153) é uma galáxia espiral barrada (SBbc) localizada na direcção da constelação de Cetus. Possui uma declinação de -09° 42' 18" e uma ascensão recta de 0 horas, 34 minutos e 02,8 segundos.
A galáxia NGC 151 foi descoberta em 28 de Novembro de 1785 por William Herschel.